# Плодршниця
Плодршниця (словен. Plodršnica) — поселення в общині Шентиль, Подравський регіон‎, Словенія.